# Torneo Apertura 2008 Primera División 'A'
El Torneo de Apertura 2008 fue la 27ª edición de la Liga de Ascenso de México con el que inició la temporada 2008-09.
Para el torneo Apertura 2008 se confirmaron la participación de 27 equipos, siendo agregados 3 equipos: Potros Chetumal, Mérida FC e Indios B

## Cambios
- Veracruz descendió de la Primera División.
- Indios de Ciudad Juárez ascendió a la Primera División.
- Irapuato ascendió de la Segunda División de México luego de que el ascendido Pachuca Juniors fue rechazado al ser un equipo filial.
- Potros Chetumal surge como equipo de expansión, para ser filial de Atlante. Esto debido a la mudanza de Atlante a Cancún, Quintana Roo, por lo que al mismo tiempo Real Colima deja de ser su filial.
- Indios de Chihuahua surge como equipo de expansión, para ser filial de Indios de Ciudad Juárez .
- Jaguares de Tapachula se trasladó de Tapachula, Chiapas a la ciudad de Tuxtla Gutiérrez, Chiapas y se renombró como   Jaguares de Chiapas 'A'.
- Monarcas Morelia A se trasladó de Morelia, Michoacán a la ciudad de  Mérida, Yucatán y se renombró como Mérida FC, manteniéndose como filial de Monarcas Morelia.
- Al final del Apertura 2008, Coatzacoalcos se trasladó a Orizaba y se renombró Albinegros de Orizaba.

 En negritas se encuentran resaltados los clubes recién llegados a la Primera División 'A' Torneo Apertura 2008.

## Mecánica del torneo
El torneo de apertura abre la temporada 2008-2009 del fútbol profesional en México. La liga de Primera División "A" está conformada por veintisiete equipos que se organizan en tres grupos de acuerdo con las posiciones en la tabla de la temporada anterior, que comprende el Torneo de Apertura 2007 y el Torneo de Clausura 2008. La primera fase del torneo enfrenta entre sí a todos los equipos participantes, y avanzan a la liguilla (torneo final a eliminación directa) los dos mejores equipos de cada grupo más los dos mejores terceros lugares.

## Equipos participantes
| Entidad Federativa | N.º | Equipos                       |
| ------------------ | --- | ----------------------------- |
| Jalisco            | 3   | Académicos, Tapatío y Tecos A |
| Guanajuato         | 3   | Irapuato, Salamanca y León    |
| Veracruz           | 2   | Orizaba y Veracruz            |
| Tamaulipas         | 2   | Correcaminos y Tampico Madero |
| Nuevo León         | 2   | Rayados A y Tigres B          |
| Yucatán            | 1   | Mérida FC                     |
| Sinaloa            | 1   | Dorados de Sinaloa            |
| Quintana Roo       | 1   | Potros Chetumal               |
| Puebla             | 1   | Lobos BUAP                    |
| Morelos            | 1   | Pumas Morelos                 |
| Estado de México   | 1   | Atlético Mexiquense           |
| Hidalgo            | 1   | Cruz Azul Hidalgo             |
| Durango            | 1   | Alacranes de Durango          |
| Chihuahua          | 1   | Indios de Chihuahua           |
| Querétaro          | 1   | Querétaro                     |
| Baja California    | 1   | Tijuana                       |
| Colima             | 1   | Real Colima                   |
| Chiapas            | 1   | Jaguares de Tapachula         |
| Ciudad de México   | 1   | Socio Águila                  |
| Coahuila           | 1   | Santos Laguna A               |

### Información sobre los equipos
| Equipo                           | Ciudad                                | Estadio                           | Capacidad      | Club de Afiliación  |
| -------------------------------- | ------------------------------------- | --------------------------------- | -------------- | ------------------- |
| Académicos                       | Guadalajara, Jalisco                  | Jalisco / Alfredo Pistache Torres | 56,000 / 3,000 | Atlas               |
| Atlético Mexiquense              | Toluca, Estado de México              | Nemesio Díez                      | 25,000         | Toluca              |
| Correcaminos                     | Ciudad Victoria, Tamaulipas           | Marte R. Gómez                    | 19,000         | Ninguno             |
| Cruz Azul Hidalgo                | Ciudad Cooperativa Cruz Azul, Hidalgo | 10 de diciembre                   | 17,000         | Cruz Azul           |
| Dorados                          | Culiacán, Sinaloa                     | Banorte                           | 19,000         | Necaxa              |
| Durango                          | Durango, Durango                      | Francisco Zarco                   | 15,000         | Ninguno             |
| Indios de Chihuahua              | Chihuahua, Chihuahua                  | Olímpico UACH                     | 22,000         | Indios              |
| Irapuato                         | Irapuato, Guanajuato                  | Sergio León Chávez                | 28,500         | Ninguno             |
| Jaguares 'A'                     | Tuxtla Gutiérrez, Chiapas             | Víctor Manuel Reyna               | 17,000         | Jaguares de Chiapas |
| León                             | León, Guanajuato                      | León                              | 30 000         | Ninguno             |
| Lobos BUAP                       | Puebla, Puebla                        | Cuauhtémoc                        | 42,600         | Puebla              |
| Mérida FC                        | Mérida, Yucatán                       | Carlos Iturralde Rivero           | 18,000         | Monarcas Morelia    |
| Potros Chetumal                  | Chetumal, Quintana Roo                | José López Portillo               | 6,600          | Atlante             |
| Pumas Morelos                    | Cuernavaca, Morelos                   | Centenario de Cuernavaca          | 14,800         | Pumas UNAM          |
| Querétaro                        | Santiago de Querétaro, Querétaro      | Corregidora                       | 33,000         | Ninguno             |
| Rayados 'A'                      | Santiago, Nuevo León                  | El Barrial                        | 1,000          | Monterrey           |
| Real Colima                      | Colima, Colima                        | Colima                            | 17,000         | Ninguno             |
| Salamanca                        | Salamanca, Guanajuato                 | Olímpico sección 24               | 10,000         | San Luis            |
| Santos Laguna 'A'                | Torreón, Coahuila                     | Corona                            | 19,000         | Santos Laguna       |
| Socio Águila                     | Ciudad de México                      | Azteca                            | 114,600        | América             |
| Tampico Madero                   | Tampico - Ciudad Madero, Tamaulipas   | Tamaulipas                        | 20,000         | Ninguno             |
| Tapatío                          | Guadalajara, Jalisco                  | Jalisco                           | 63,000         | Guadalajara         |
| Tecos 'A'                        | Zapopan, Jalisco                      | Tres de Marzo                     | 25,000         | Tecos de la UAG     |
| Tiburones Rojos de Coatzacoalcos | Coatzacoalcos, Veracruz               | Rafael Hernández Ochoa            | 4,800          | Pachuca             |
| Tigres 'B'                       | San Nicolás de los Garza, Nuevo León  | Universitario                     | 42,000         | Tigres UANL         |
| Tijuana                          | Tijuana, Baja California              | Caliente                          | 22,000         | Ninguno             |
| Veracruz                         | Veracruz, Veracruz                    | Luis "Pirata" Fuente              | 30 000         | Ninguno             |

## Grupos

### Grupo 1
| Pos. | Equipo                | Pts. | PJ | G  | E | P | GF | GC | Dif. | Clasificación                   |
| ---- | --------------------- | ---- | -- | -- | - | - | -- | -- | ---- | ------------------------------- |
| 1    | León*                 | 35   | 16 | 10 | 5 | 1 | 21 | 12 | +9   | Cuartos de final de la liguilla |
| 2    | Tijuana*              | 32   | 16 | 9  | 5 | 2 | 20 | 8  | +12  | Cuartos de final de la liguilla |
| 3    | Irapuato*             | 30   | 16 | 8  | 6 | 2 | 20 | 6  | +14  | Cuartos de final de la liguilla |
| 4    | Tapatío               | 19   | 16 | 5  | 4 | 7 | 12 | 16 | −4   |                                 |
| 5    | Tecos UAG 'A'         | 17   | 16 | 4  | 5 | 7 | 17 | 16 | +1   |                                 |
| 6    | Académicos            | 16   | 16 | 3  | 7 | 6 | 12 | 14 | −2   |                                 |
| 7    | Pegaso Real de Colima | 15   | 16 | 3  | 6 | 7 | 10 | 18 | −8   |                                 |
| 8    | Dorados*              | 15   | 16 | 4  | 3 | 9 | 11 | 21 | −10  |                                 |
| 9    | Salamanca             | 13   | 16 | 2  | 7 | 7 | 10 | 22 | −12  |                                 |

 Fuente: [cita requerida]
- (*) Equipos certificados para ascender.

### Grupo 2
| Pos. | Equipo              | Pts. | PJ | G  | E | P | GF | GC | Dif. | Clasificación                   |
| ---- | ------------------- | ---- | -- | -- | - | - | -- | -- | ---- | ------------------------------- |
| 1    | Querétaro* (C)      | 33   | 16 | 10 | 3 | 3 | 36 | 20 | +16  | Cuartos de final de la liguilla |
| 2    | Correcaminos UAT*   | 31   | 16 | 9  | 4 | 3 | 21 | 12 | +9   | Cuartos de final de la liguilla |
| 3    | Tigres 'B'          | 29   | 16 | 9  | 2 | 5 | 19 | 12 | +7   | Cuartos de final de la liguilla |
| 4    | Indios de Chihuahua | 21   | 16 | 6  | 3 | 7 | 25 | 28 | −3   |                                 |
| 5    | Durango*            | 20   | 16 | 4  | 8 | 4 | 15 | 16 | −1   |                                 |
| 6    | Socio Águila        | 19   | 16 | 5  | 4 | 7 | 13 | 16 | −3   |                                 |
| 7    | Tampico Madero      | 17   | 16 | 4  | 5 | 7 | 25 | 30 | −5   |                                 |
| 8    | Santos Laguna 'A'*  | 15   | 16 | 4  | 3 | 9 | 18 | 27 | −9   |                                 |
| 9    | Rayados 'A'         | 12   | 16 | 2  | 6 | 8 | 19 | 30 | −11  |                                 |

 Fuente: [cita requerida]
- (*) Equipos certificados para ascender.

### Grupo 3
| Pos. | Equipo               | Pts. | PJ | G  | E | P  | GF | GC | Dif. | Clasificación                   |
| ---- | -------------------- | ---- | -- | -- | - | -- | -- | -- | ---- | ------------------------------- |
| 1    | Pumas Morelos        | 35   | 16 | 11 | 2 | 3  | 27 | 12 | +15  | Cuartos de final de la liguilla |
| 2    | Mérida*              | 32   | 16 | 10 | 2 | 4  | 22 | 13 | +9   | Cuartos de final de la liguilla |
| 3    | Veracruz*            | 28   | 16 | 8  | 4 | 4  | 25 | 16 | +9   |                                 |
| 4    | Cruz Azul Hidalgo*   | 24   | 16 | 7  | 3 | 6  | 25 | 15 | +10  |                                 |
| 5    | Lobos BUAP*          | 21   | 16 | 6  | 3 | 7  | 22 | 30 | −8   |                                 |
| 6    | Atlético Mexiquense* | 19   | 16 | 5  | 4 | 7  | 19 | 19 | 0    |                                 |
| 7    | TR Coatzacoalcos     | 19   | 16 | 4  | 7 | 5  | 14 | 16 | −2   |                                 |
| 8    | Potros Chetumal      | 11   | 16 | 1  | 8 | 7  | 15 | 28 | −13  |                                 |
| 9    | Chiapas 'A'          | 8    | 16 | 1  | 5 | 10 | 12 | 32 | −20  |                                 |

 Fuente: [cita requerida]
- (*) Equipos certificados para ascender.

## Tabla general
| Pos. | Equipo                | Pts. | PJ | G  | E | P  | GF | GC | Dif. | Clasificación                   |
| ---- | --------------------- | ---- | -- | -- | - | -- | -- | -- | ---- | ------------------------------- |
| 1    | Pumas Morelos         | 35   | 16 | 11 | 2 | 3  | 27 | 12 | +15  | Cuartos de final de la liguilla |
| 2    | León*                 | 35   | 16 | 10 | 5 | 1  | 21 | 12 | +9   | Cuartos de final de la liguilla |
| 3    | Querétaro* (C)        | 33   | 16 | 10 | 3 | 3  | 36 | 20 | +16  | Cuartos de final de la liguilla |
| 4    | Tijuana*              | 32   | 16 | 9  | 5 | 2  | 20 | 8  | +12  | Cuartos de final de la liguilla |
| 5    | Mérida*               | 32   | 16 | 10 | 2 | 4  | 22 | 13 | +9   | Cuartos de final de la liguilla |
| 6    | Correcaminos UAT*     | 31   | 16 | 9  | 4 | 3  | 21 | 12 | +9   | Cuartos de final de la liguilla |
| 7    | Irapuato*             | 30   | 16 | 8  | 6 | 2  | 20 | 6  | +14  | Cuartos de final de la liguilla |
| 8    | Tigres 'B'            | 29   | 16 | 9  | 2 | 5  | 19 | 12 | +7   | Cuartos de final de la liguilla |
| 9    | Veracruz*             | 28   | 16 | 8  | 4 | 4  | 25 | 16 | +9   |                                 |
| 10   | Cruz Azul Hidalgo*    | 24   | 16 | 7  | 3 | 6  | 25 | 15 | +10  |                                 |
| 11   | Indios 'A'            | 21   | 16 | 6  | 3 | 7  | 25 | 28 | −3   |                                 |
| 12   | Lobos BUAP*           | 21   | 16 | 6  | 3 | 7  | 22 | 30 | −8   |                                 |
| 13   | Durango*              | 20   | 16 | 4  | 8 | 4  | 15 | 16 | −1   |                                 |
| 14   | Atlético Mexiquense*  | 19   | 16 | 5  | 4 | 7  | 19 | 19 | 0    |                                 |
| 15   | TR Coatzacoalcos      | 19   | 16 | 4  | 7 | 5  | 14 | 16 | −2   |                                 |
| 16   | Socio Águila          | 19   | 16 | 5  | 4 | 7  | 13 | 16 | −3   |                                 |
| 17   | Tapatío               | 19   | 16 | 5  | 4 | 7  | 12 | 16 | −4   |                                 |
| 18   | Tecos UAG 'A'         | 17   | 16 | 4  | 5 | 7  | 17 | 16 | +1   |                                 |
| 19   | Tampico Madero        | 17   | 16 | 4  | 5 | 7  | 25 | 30 | −5   |                                 |
| 20   | Académicos            | 16   | 16 | 3  | 7 | 6  | 12 | 14 | −2   |                                 |
| 21   | Pegaso Real de Colima | 15   | 16 | 3  | 6 | 7  | 10 | 18 | −8   |                                 |
| 22   | Santos 'A'*           | 15   | 16 | 4  | 3 | 9  | 18 | 27 | −9   |                                 |
| 23   | Dorados*              | 15   | 16 | 4  | 3 | 9  | 11 | 21 | −10  |                                 |
| 24   | Salamanca             | 13   | 16 | 2  | 7 | 7  | 10 | 22 | −12  |                                 |
| 25   | Rayados 'A'           | 12   | 16 | 2  | 6 | 8  | 19 | 30 | −11  |                                 |
| 26   | Potros Chetumal       | 11   | 16 | 1  | 8 | 7  | 15 | 28 | −13  |                                 |
| 27   | Chiapas 'A'           | 8    | 16 | 1  | 5 | 10 | 12 | 32 | −20  |                                 |

 Fuente: [cita requerida]
- (*) Equipos certificados para ascender.

## Torneo Regular
- Los horarios son correspondientes al Tiempo del Centro de México (UTC-6 y UTC-5 en horario de verano)

| Correcaminos        | 2 - 1     | Tampico Madero    | Marte R. Gómez         | 18 de julio   | 20:30         |
| Santos 'A'          | 0 - 2     | Tigres 'B'        | Corona                 | 19 de julio   | 15:00         |
| Tecos 'A'           | 1 - 1     | Salamanca         | Tres de Marzo          | 19 de julio   | 16:00         |
| T.R. Coatzacoalcos  | 1 - 0     | Mérida FC         | Rafael Hernández Ochoa | 19 de julio   | 17:00         |
| Irapuato            | 2 - 0     | Real Colima       | Sergio León Chávez     | 19 de julio   | 19:00         |
| Rayados 'A'         | 5 - 4     | Querétaro         | El Barrial             | 20 de julio   | 11:00         |
| Lobos BUAP          | 0 - 0     | Cruz Azul Hidalgo | Cuauhtémoc             | 20 de julio   | 12:00         |
| Tapatío             | 1 - 3     | León              | Jalisco                | 20 de julio   | 12:00         |
| Atlético Mexiquense | 0 - 1     | Veracruz          | Nemesio Díez           | 20 de julio   | 12:00         |
| Jaguares 'A'        | 2 - 2     | Potros Chetumal   | Víctor Manuel Reyna    | 20 de julio   | 16:00         |
| Académicos          | 1 - 1     | Tijuana           | Jalisco                | 20 de julio   | 17:00         |
| Indios Chihuahua    | 0 - 1     | Durango           | Olímpico UACH          | 20 de julio   | 18:00         |
| Descanso:           | Descanso: | Dorados           | Socio Águila           | Pumas Morelos | Pumas Morelos |

| Socio Águila      | 0 - 1     | Indios Chihuahua    | Azteca                  | 25 de julio     | 14:00           |
| Mérida FC         | 1 - 0     | Lobos BUAP          | Carlos Iturralde Rivero | 26 de julio     | 15:00           |
| Durango           | 2 - 2     | Rayados 'A'         | Francisco Zarco         | 26 de julio     | 15:30           |
| Real Colima       | 0 - 2     | Tapatío             | Colima                  | 26 de julio     | 16:00           |
| Pumas Morelos     | 2 - 0     | T.R. Coatzacoalcos  | Centenario              | 26 de julio     | 16:00           |
| Querétaro         | 3 - 0     | Santos 'A'          | Corregidora             | 26 de julio     | 19:00           |
| Veracruz          | 3 - 0     | Jaguares 'A'        | Luis "Pirata" Fuente    | 26 de julio     | 19:00           |
| Tigres 'B'        | 1 - 3     | Correcaminos        | Universitario           | 27 de julio     | 11:00           |
| Cruz Azul Hidalgo | 1 - 0     | Atlético Mexiquense | 10 de diciembre         | 27 de julio     | 12:00           |
| Salamanca         | 0 - 1     | Irapuato            | Olímpico sección 24     | 27 de julio     | 12:00           |
| Tijuana           | 1 - 0     | Tecos 'A'           | Caliente                | 27 de julio     | 15:00           |
| Dorados           | 1 - 2     | Académicos          | Banorte                 | 6 de agosto     | 21:00           |
| Descanso:         | Descanso: | León                | Tampico Madero          | Potros Chetumal | Potros Chetumal |

| Correcaminos        | 3 - 3     | Querétaro         | Marte R. Gómez      | 1 de agosto        | 20:30              |
| Tecos 'A'           | 4 - 0     | Dorados           | Tres de Marzo       | 2 de agosto        | 16:00              |
| Tampico Madero      | 0 - 1     | Tigres 'B'        | Tamaulipas          | 2 de agosto        | 17:30              |
| Irapuato            | 0 - 0     | Tijuana           | Sergio León Chávez  | 2 de agosto        | 19:00              |
| Rayados 'A'         | 0 - 0     | Socio Águila      | El Barrial          | 3 de agosto        | 11:00              |
| Lobos BUAP          | 2 - 3     | Pumas Morelos     | Cuauhtémoc          | 3 de agosto        | 12:00              |
| León                | 2 - 0     | Real Colima       | León                | 3 de agosto        | 12:00              |
| Tapatío             | 4 - 2     | Salamanca         | Jalisco             | 3 de agosto        | 12:00              |
| Atlético Mexiquense | 2 - 1     | Mérida FC         | Nemesio Díez        | 3 de agosto        | 12:00              |
| Jaguares 'A'        | 1 - 3     | Cruz Azul Hidalgo | Víctor Manuel Reyna | 3 de agosto        | 16:00              |
| Potros Chetumal     | 1 - 1     | Veracruz          | José López Portillo | 3 de agosto        | 18:00              |
| Santos 'A'          | 0 - 0     | Durango           | Corona              | 3 de agosto        | 19:00              |
| Descanso:           | Descanso: | Académicos        | Indios Chihuahua    | T.R. Coatzacoalcos | T.R. Coatzacoalcos |

| Socio Águila       | 2 - 0     | Santos 'A'          | Azteca                  | 8 de agosto  | 14:00    |
| Mérida FC          | 2 - 0     | Jaguares 'A'        | Carlos Iturralde Rivero | 9 de agosto  | 15:00    |
| Durango            | 1 - 0     | Correcaminos        | Francisco Zarco         | 9 de agosto  | 15:30    |
| Pumas Morelos      | 1 - 0     | Atlético Mexiquense | Centenario              | 9 de agosto  | 16:00    |
| T.R. Coatzacoalcos | 3 - 0     | Lobos BUAP          | Rafael Hernández Ochoa  | 9 de agosto  | 17:00    |
| Querétaro          | 5 - 1     | Tampico Madero      | Corregidora             | 9 de agosto  | 19:00    |
| Dorados            | 0 - 0     | Irapuato            | Banorte                 | 9 de agosto  | 20:00    |
| Cruz Azul Hidalgo  | 4 - 2     | Potros Chetumal     | 10 de diciembre         | 10 de agosto | 12:00    |
| Salamanca          | 0 - 0     | León                | Olímpico sección 24     | 10 de agosto | 12:00    |
| Tijuana            | 0 - 0     | Tapatío             | Caliente                | 10 de agosto | 15:00    |
| Indios Chihuahua   | 3 - 1     | Rayados 'A'         | Olímpico UACH           | 10 de agosto | 18:00    |
| Académicos         | 0 - 0     | Tecos 'A'           | Jalisco                 | 11 de agosto | 16:00    |
| Descanso:          | Descanso: | Real Colima         | Tigres 'B'              | Veracruz     | Veracruz |

| Tapatío             | 0 - 1     | Dorados            | Jalisco              | 14 de agosto | 16:00      |
| Correcaminos        | 1 - 0     | Socio Águila       | Marte R. Gómez       | 15 de agosto | 20:30      |
| Real Colima         | 2 - 0     | Salamanca          | Colima               | 16 de agosto | 16:00      |
| Tampico Madero      | 0 - 0     | Durango            | Tamaulipas           | 16 de agosto | 17:30      |
| Irapuato            | 2 - 0     | Académicos         | Sergio León Chávez   | 16 de agosto | 19:00      |
| Veracruz            | 2 - 1     | Cruz Azul Hidalgo  | Luis "Pirata" Fuente | 16 de agosto | 19:00      |
| Tigres 'B'          | 0 - 0     | Querétaro          | Universitario        | 17 de agosto | 11:00      |
| León                | 1 - 1     | Tijuana            | León                 | 17 de agosto | 12:00      |
| Atlético Mexiquense | 1 - 1     | T.R. Coatzacoalcos | Nemesio Díez         | 17 de agosto | 15:00      |
| Jaguares 'A'        | 2 - 1     | Pumas Morelos      | Víctor Manuel Reyna  | 17 de agosto | 16:00      |
| Potros Chetumal     | 0 - 3     | Mérida FC          | José López Portillo  | 17 de agosto | 18:00      |
| Santos 'A'          | 4 - 3     | Indios Chihuahua   | Corona               | 17 de agosto | 19:00      |
| Descanso:           | Descanso: | Tecos 'A'          | Rayados 'A'          | Lobos BUAP   | Lobos BUAP |

| Socio Águila       | 1 - 1     | Tampico Madero      | Azteca                  | 22 de agosto | 14:00     |
| Mérida FC          | 1 - 0     | Veracruz            | Carlos Iturralde Rivero | 22 de agosto | 15:00     |
| Lobos BUAP         | 3 - 2     | Atlético Mexiquense | Cuauhtémoc              | 23 de agosto | 15:00     |
| Durango            | 0 - 0     | Tigres 'B'          | Francisco Zarco         | 23 de agosto | 15:30     |
| Tecos 'A'          | 1 - 1     | Irapuato            | Tres de Marzo           | 23 de agosto | 16:00     |
| Pumas Morelos      | 2 - 0     | Potros Chetumal     | Centenario              | 23 de agosto | 16:00     |
| T.R. Coatzacoalcos | 1 - 0     | Jaguares 'A'        | Rafael Hernández Ochoa  | 23 de agosto | 17:00     |
| Dorados            | 0 - 1     | León                | Banorte                 | 23 de agosto | 20:00     |
| Rayados 'A'        | 2 - 2     | Santos 'A'          | El Barrial              | 24 de agosto | 10:00     |
| Tijuana            | 2 - 0     | Real Colima         | Caliente                | 24 de agosto | 15:00     |
| Indios Chihuahua   | 0 - 0     | Correcaminos        | Olímpico UACH           | 24 de agosto | 18:00     |
| Académicos         | 0 - 1     | Tapatío             | Jalisco                 | 25 de agosto | 16:00     |
| Descanso:          | Descanso: | Salamanca           | Cruz Azul Hidalgo       | Querétaro    | Querétaro |

| Correcaminos      | 3 - 1     | Rayados 'A'        | Marte R. Gómez       | 29 de agosto | 20:30      |
| Real Colima       | 0 - 1     | Dorados            | Colima               | 30 de agosto | 16:00      |
| Tampico Madero    | 3 - 3     | Indios Chihuahua   | Tamaulipas           | 30 de agosto | 17:30      |
| Querétaro         | 1 - 0     | Durango            | Corregidora          | 30 de agosto | 19:00      |
| Veracruz          | 0 - 0     | Pumas Morelos      | Luis "Pirata" Fuente | 30 de agosto | 19:00      |
| Tigres 'B'        | 2 - 1     | Socio Águila       | Universitario        | 31 de agosto | 11:00      |
| Salamanca         | 0 - 2     | Tijuana            | Olímpico sección 24  | 31 de agosto | 12:00      |
| León              | 2 - 1     | Académicos         | León                 | 31 de agosto | 12:00      |
| Cruz Azul Hidalgo | 1 - 2     | Mérida FC          | 10 de diciembre      | 31 de agosto | 12:00      |
| Tapatío           | 1 - 0     | Tecos 'A'          | Jalisco              | 31 de agosto | 16:00      |
| Jaguares 'A'      | 4 - 4     | Lobos BUAP         | Víctor Manuel Reyna  | 31 de agosto | 16:00      |
| Potros Chetumal   | 1 - 1     | T.R. Coatzacoalcos | José López Portillo  | 31 de agosto | 18:00      |
| Descanso:         | Descanso: | Irapuato           | Atlético Mexiquense  | Santos 'A'   | Santos 'A' |

| Pumas Morelos       | 1 - 1     | Cruz Azul Hidalgo | Centenario             | 6 de septiembre | 11:00     |
| Santos 'A'          | 1 - 2     | Correcaminos      | Corona                 | 6 de septiembre | 15:00     |
| Tecos 'A'           | 1 - 3     | León              | Tres de Marzo          | 6 de septiembre | 16:00     |
| T.R. Coatzacoalcos  | 0 - 0     | Veracruz          | Rafael Hernández Ochoa | 6 de septiembre | 17:00     |
| Irapuato            | 1 - 0     | Tapatío           | Sergio León Chávez     | 6 de septiembre | 19:00     |
| Dorados             | 3 - 2     | Salamanca         | Banorte                | 6 de septiembre | 20:00     |
| Rayados 'A'         | 2 - 4     | Tampico Madero    | El Barrial             | 7 de septiembre | 11:00     |
| Lobos BUAP          | 2 - 1     | Potros Chetumal   | Cuauhtémoc             | 7 de septiembre | 12:00     |
| Atlético Mexiquense | 2 - 1     | Jaguares 'A'      | Nemesio Díez           | 7 de septiembre | 12:00     |
| Socio Águila        | 2 - 2     | Querétaro         | Azteca                 | 7 de septiembre | 12:00     |
| Indios Chihuahua    | 0 - 1     | Tigres 'B'        | Olímpico UACH          | 7 de septiembre | 18:00     |
| Académicos          | 1 - 1     | Real Colima       | Jalisco                | 8 de septiembre | 16:00     |
| Descanso:           | Descanso: | Tijuana           | Durango                | Mérida FC       | Mérida FC |

| Real Colima       | 1 - 3     | Tecos 'A'           | Colima                  | 12 de septiembre | 20:30        |
| Mérida FC         | 1 - 0     | Pumas Morelos       | Carlos Iturralde Rivero | 13 de septiembre | 15:00        |
| Durango           | 0 - 0     | Socio Águila        | Francisco Zarco         | 13 de septiembre | 15:30        |
| Tampico Madero    | 2 - 0     | Santos 'A'          | Tamaulipas              | 13 de septiembre | 17:30        |
| Querétaro         | 3 - 0     | Indios Chihuahua    | Corregidora             | 13 de septiembre | 19:00        |
| Veracruz          | 6 - 1     | Lobos BUAP          | Luis "Pirata" Fuente    | 13 de septiembre | 19:00        |
| Tigres 'B'        | 2 - 0     | Rayados 'A'         | Universitario           | 14 de septiembre | 11:00        |
| Salamanca         | 2 - 1     | Académicos          | Olímpico sección 24     | 14 de septiembre | 12:00        |
| León              | 0 - 4     | Irapuato            | León                    | 14 de septiembre | 12:00        |
| Cruz Azul Hidalgo | 0 - 0     | T.R. Coatzacoalcos  | 10 de diciembre         | 14 de septiembre | 12:00        |
| Tijuana           | 0 - 2     | Dorados             | Caliente                | 14 de septiembre | 15:00        |
| Potros Chetumal   | 0 - 0     | Atlético Mexiquense | José López Portillo     | 14 de septiembre | 18:00        |
| Descanso:         | Descanso: | Correcaminos        | Tapatío                 | Jaguares 'A'     | Jaguares 'A' |

| León              | 1 - 0     | Tapatío             | León                    | 18 de septiembre | 20:30        |
| Mérida FC         | 2 - 1     | T.R. Coatzacoalcos  | Carlos Iturralde Rivero | 20 de septiembre | 15:00        |
| Durango           | 0 - 2     | Indios Chihuahua    | Francisco Zarco         | 20 de septiembre | 15:30        |
| Real Colima       | 0 - 0     | Irapuato            | Colima                  | 20 de septiembre | 16:00        |
| Tampico Madero    | 1 - 1     | Correcaminos        | Tamaulipas              | 20 de septiembre | 17:30        |
| Querétaro         | 2 - 0     | Rayados 'A'         | Corregidora             | 20 de septiembre | 19:00        |
| Veracruz          | 2 - 1     | Atlético Mexiquense | Luis "Pirata" Fuente    | 20 de septiembre | 19:00        |
| Tigres 'B'        | 1 - 0     | Santos 'A'          | Universitario           | 21 de septiembre | 11:00        |
| Salamanca         | 0 - 0     | Tecos 'A'           | Olímpico sección 24     | 21 de septiembre | 12:00        |
| Cruz Azul Hidalgo | 1 - 0     | Lobos BUAP          | 10 de diciembre         | 21 de septiembre | 12:00        |
| Tijuana           | 1 - 0     | Académicos          | Caliente                | 21 de septiembre | 15:00        |
| Potros Chetumal   | 0 - 0     | Jaguares 'A'        | José López Portillo     | 21 de septiembre | 18:00        |
| Descanso:         | Descanso: | Dorados             | Pumas Morelos           | Socio Águila     | Socio Águila |

| Indios Chihuahua    | 1 - 0     | Socio Águila      | Olímpico UACH                     | 25 de septiembre | 21:00           |
| Correcaminos        | 1 - 0     | Tigres 'B'        | Marte R. Gómez                    | 26 de septiembre | 20:30           |
| Santos 'A'          | 1 - 3     | Querétaro         | Corona                            | 27 de septiembre | 15:00           |
| T.R. Coatzacoalcos  | 1 - 3     | Pumas Morelos     | Rafael Hernández Ochoa            | 27 de septiembre | 16:00           |
| Tecos 'A'           | 0 - 1     | Tijuana           | Tres de Marzo                     | 27 de septiembre | 16:00           |
| Irapuato            | 1 - 1     | Salamanca         | Sergio León Chávez                | 27 de septiembre | 19:00           |
| Rayados 'A'         | 1 - 1     | Durango           | El Barrial                        | 28 de septiembre | 11:00           |
| Lobos BUAP          | 1 - 0     | Mérida FC         | Cuauhtémoc                        | 28 de septiembre | 12:00           |
| Tapatío             | 1 - 1     | Real Colima       | Jalisco                           | 28 de septiembre | 12:00           |
| Atlético Mexiquense | 1 - 0     | Cruz Azul Hidalgo | Nemesio Díez                      | 28 de septiembre | 15:00           |
| Jaguares 'A'        | 0 - 2     | Veracruz          | Víctor Manuel Reyna               | 28 de septiembre | 16:00           |
| Académicos          | 2 - 1     | Dorados           | "Pistache" Torres - Atlas Colomos | 29 de septiembre | 16:00           |
| Descanso:           | Descanso: | León              | Tampico Madero                    | Potros Chetumal  | Potros Chetumal |

| Socio Águila      | 1 - 0     | Rayados 'A'         | Azteca                  | 3 de octubre       | 14:00              |
| Real Colima       | 1 - 1     | León                | Colima                  | 3 de octubre       | 20:00              |
| Mérida FC         | 2 - 1     | Atlético Mexiquense | Carlos Iturralde Rivero | 4 de octubre       | 15:00              |
| Durango           | 2 - 2     | Santos 'A'          | Francisco Zarco         | 4 de octubre       | 15:30              |
| Pumas Morelos     | 3 - 0     | Lobos BUAP          | Centenario              | 4 de octubre       | 16:00              |
| Querétaro         | 1 - 0     | Correcaminos        | Corregidora             | 4 de octubre       | 19:00              |
| Veracruz          | 1 - 0     | Potros Chetumal     | Luis "Pirata" Fuente    | 4 de octubre       | 19:00              |
| Dorados           | 0 - 3     | Tecos 'A'           | Banorte                 | 4 de octubre       | 20:00              |
| Tigres 'B'        | 1 - 0     | Tampico Madero      | Universitario           | 5 de octubre       | 11:00              |
| Salamanca         | 1 - 0     | Tapatío             | Olímpico sección 24     | 5 de octubre       | 12:00              |
| Cruz Azul Hidalgo | 4 - 0     | Jaguares 'A'        | 10 de diciembre         | 5 de octubre       | 12:00              |
| Tijuana           | 1 - 0     | Irapuato            | Caliente                | 5 de octubre       | 15:00              |
| Descanso:         | Descanso: | Académicos          | Indios Chihuahua        | T.R. Coatzacoalcos | T.R. Coatzacoalcos |

| Correcaminos        | 2 - 0     | Durango            | Marte R. Gómez      | 10 de octubre | 20:30    |
| Santos 'A'          | 1 - 2     | Socio Águila       | Corona              | 11 de octubre | 15:00    |
| Tecos 'A'           | 1 - 1     | Académicos         | Tres de Marzo       | 11 de octubre | 16:00    |
| Irapuato            | 2 - 0     | Dorados            | Sergio León Chávez  | 11 de octubre | 16:00    |
| Tampico Madero      | 2 - 0     | Querétaro          | Tamaulipas          | 11 de octubre | 17:30    |
| Rayados 'A'         | 1 - 1     | Indios Chihuahua   | El Barrial          | 12 de octubre | 11:00    |
| León                | 0 - 0     | Salamanca          | León                | 12 de octubre | 12:00    |
| Lobos BUAP          | 2 - 1     | T.R. Coatzacoalcos | Cuauhtémoc          | 12 de octubre | 12:00    |
| Tapatío             | 0 - 3     | Tijuana            | Jalisco             | 12 de octubre | 12:00    |
| Atlético Mexiquense | 0 - 3     | Pumas Morelos      | Nemesio Díez        | 12 de octubre | 12:00    |
| Jaguares 'A'        | 0 - 1     | Mérida FC          | Víctor Manuel Reyna | 12 de octubre | 16:00    |
| Potros Chetumal     | 3 - 2     | Cruz Azul Hidalgo  | José López Portillo | 12 de octubre | 18:00    |
| Descanso:           | Descanso: | Real Colima        | Tigres 'B'          | Veracruz      | Veracruz |

| Socio Águila       | 0 - 1     | Correcaminos        | Azteca                            | 17 de octubre | 14:00      |
| Mérida FC          | 1 - 1     | Potros Chetumal     | Carlos Iturralde Rivero           | 18 de octubre | 15:00      |
| Durango            | 1 - 1     | Tampico Madero      | Francisco Zarco                   | 18 de octubre | 15:30      |
| Pumas Morelos      | 2 - 0     | Jaguares 'A'        | Centenario                        | 18 de octubre | 16:00      |
| T.R. Coatzacoalcos | 1 - 1     | Atlético Mexiquense | Rafael Hernández Ochoa            | 18 de octubre | 16:00      |
| Querétaro          | 2 - 1     | Tigres 'B'          | Corregidora                       | 18 de octubre | 19:00      |
| Dorados            | 0 - 0     | Tapatío             | Banorte                           | 18 de octubre | 20:00      |
| Cruz Azul Hidalgo  | 4 - 0     | Veracruz            | 10 de diciembre                   | 19 de octubre | 12:00      |
| Salamanca          | 1 - 1     | Real Colima         | Olímpico sección 24               | 19 de octubre | 12:00      |
| Tijuana            | 2 - 2     | León                | Caliente                          | 19 de octubre | 15:00      |
| Indios Chihuahua   | 2 - 0     | Santos 'A'          | Olímpico UACH                     | 19 de octubre | 18:00      |
| Académicos         | 0 - 0     | Irapuato            | "Pistache" Torres - Atlas Colomos | 20 de octubre | 16:00      |
| Descanso:          | Descanso: | Tecos 'A'           | Rayados 'A'                       | Lobos BUAP    | Lobos BUAP |

| Real Colima         | 1 - 0     | Tijuana            | Colima               | 24 de octubre | 20:30     |
| Correcaminos        | 2 - 0     | Indios Chihuahua   | Marte R. Gómez       | 24 de octubre | 20:30     |
| Santos 'A'          | 1 - 0     | Rayados 'A'        | Corona               | 25 de octubre | 15:00     |
| Tampico Madero      | 2 - 1     | Socio Águila       | Tamaulipas           | 25 de octubre | 17:30     |
| Irapuato            | 3 - 1     | Tecos 'A'          | Sergio León Chávez   | 25 de octubre | 19:00     |
| Veracruz            | 2 - 2     | Mérida FC          | Luis "Pirata" Fuente | 25 de octubre | 19:00     |
| Tigres 'B'          | 1 - 2     | Durango            | Universitario        | 26 de octubre | 12:00     |
| Tapatío             | 0 - 0     | Académicos         | Jalisco              | 26 de octubre | 12:00     |
| León                | 1 - 0     | Dorados            | León                 | 26 de octubre | 12:00     |
| Atlético Mexiquense | 2 - 0     | Lobos BUAP         | Nemesio Díez         | 26 de octubre | 12:00     |
| Jaguares 'A'        | 0 - 0     | T.R. Coatzacoalcos | Víctor Manuel Reyna  | 26 de octubre | 16:00     |
| Potros Chetumal     | 1 - 2     | Pumas Morelos      | José López Portillo  | 26 de octubre | 18:00     |
| Descanso:           | Descanso: | Salamanca          | Cruz Azul Hidalgo    | Querétaro     | Querétaro |

| Socio Águila       | 1 - 0     | Tigres 'B'        | Azteca                  | 31 de octubre       | 14:00               |
| Mérida FC          | 2 - 1     | Cruz Azul Hidalgo | Carlos Iturralde Rivero | 1 de noviembre      | 15:00               |
| T.R. Coatzacoalcos | 1 - 1     | Potros Chetumal   | Rafael Hernández Ochoa  | 1 de noviembre      | 15:00               |
| Durango            | 1 - 3     | Querétaro         | Francisco Zarco         | 1 de noviembre      | 15:30               |
| Pumas Morelos      | 2 - 1     | Veracruz          | Centenario              | 1 de noviembre      | 16:00               |
| Tecos 'A'          | 0 - 1     | Tapatío           | Tres de Marzo           | 1 de noviembre      | 16:00               |
| Tijuana            | 3 - 0     | Salamanca         | Caliente                | 1 de noviembre      | 16:00               |
| Dorados            | 1 - 2     | Real Colima       | Banorte                 | 1 de noviembre      | 20:00               |
| Rayados 'A'        | 0 - 0     | Correcaminos      | El Barrial              | 2 de noviembre      | 11:00               |
| Lobos BUAP         | 3 - 0     | Jaguares 'A'      | Cuauhtémoc              | 2 de noviembre      | 12:00               |
| Indios Chihuahua   | 5 - 4     | Tampico Madero    | Olímpico UACH           | 2 de noviembre      | 17:00               |
| Académicos         | 0 - 1     | León              | Jalisco                 | 3 de noviembre      | 16:00               |
| Descanso:          | Descanso: | Irapuato          | Santos 'A'              | Atlético Mexiquense | Atlético Mexiquense |

| Real Colima       | 0 - 0     | Académicos          | Colima               | 7 de noviembre | 20:30     |
| Correcaminos      | 0 - 2     | Santos 'A'          | Marte R. Gómez       | 7 de noviembre | 20:30     |
| Tampico Madero    | 2 - 3     | Rayados 'A'         | Tamaulipas           | 8 de noviembre | 17:30     |
| Veracruz          | 3 - 1     | T.R. Coatzacoalcos  | Luis "Pirata" Fuente | 8 de noviembre | 19:00     |
| Querétaro         | 0 - 1     | Socio Águila        | Corregidora          | 8 de noviembre | 20:00     |
| Tigres 'B'        | 4 - 1     | Indios Chihuahua    | Universitario        | 9 de noviembre | 11:00     |
| León              | 2 - 1     | Tecos 'A'           | León                 | 9 de noviembre | 12:00     |
| Salamanca         | 0 - 0     | Dorados             | Olímpico sección 24  | 9 de noviembre | 12:00     |
| Cruz Azul Hidalgo | 2 - 0     | Pumas Morelos       | 10 de diciembre      | 9 de noviembre | 12:00     |
| Tapatío           | 1 - 3     | Irapuato            | Jalisco              | 9 de noviembre | 12:00     |
| Jaguares 'A'      | 2 - 2     | Atlético Mexiquense | Víctor Manuel Reyna  | 9 de noviembre | 16:00     |
| Potros Chetumal   | 2 - 2     | Lobos BUAP          | José López Portillo  | 9 de noviembre | 18:00     |
| Descanso:         | Descanso: | Tijuana             | Durango              | Mérida FC      | Mérida FC |

| Socio Águila        | 1 - 4     | Durango           | Azteca                            | 14 de noviembre | 14:00        |
| T.R. Coatzacoalcos  | 1 - 0     | Cruz Azul Hidalgo | Rafael Hernández Ochoa            | 15 de noviembre | 16:00        |
| Pumas Morelos       | 2 - 1     | Mérida FC         | Centenario                        | 15 de noviembre | 16:00        |
| Irapuato            | 0 - 1     | León              | Sergio León Chávez                | 15 de noviembre | 19:00        |
| Tecos 'A'           | 1 - 0     | Real Colima       | Tres de Marzo                     | 15 de noviembre | 19:30        |
| Dorados             | 1 - 2     | Tijuana           | Banorte                           | 15 de noviembre | 20:00        |
| Rayados 'A'         | 1 - 2     | Tigres 'B'        | El Barrial                        | 16 de noviembre | 11:00        |
| Lobos BUAP          | 2 - 1     | Veracruz          | Cuauhtémoc                        | 16 de noviembre | 12:00        |
| Atlético Mexiquense | 4 - 0     | Potros Chetumal   | Nemesio Díez                      | 16 de noviembre |              |
| Indios Chihuahua    | 2 - 4     | Querétaro         | Olímpico UACH                     | 16 de noviembre | 18:00        |
| Santos 'A'          | 4 - 1     | Tampico Madero    | Corona                            | 16 de noviembre | 19:00        |
| Académicos          | 3 - 0     | Salamanca         | "Pistache" Torres - Atlas Colomos | 17 de noviembre | 16:00        |
| Descanso:           | Descanso: | Tapatío           | Correcaminos                      | Jaguares 'A'    | Jaguares 'A' |

## Liguilla
|  | Cuartos de final                                                         | Cuartos de final                                                         | Cuartos de final                                                         | Cuartos de final                                                         | Cuartos de final                                                         |   |   | Semifinales                                                              | Semifinales                                                              | Semifinales                                                              | Semifinales                                                              | Semifinales                                                              |  |   | Final                                                        | Final                                                        | Final                                                        | Final                                                        | Final                                                        |  |
|  | 19 y 20 de noviembre de 2008 (ida) 22 y 23 de noviembre de 2008 (vuelta) | 19 y 20 de noviembre de 2008 (ida) 22 y 23 de noviembre de 2008 (vuelta) | 19 y 20 de noviembre de 2008 (ida) 22 y 23 de noviembre de 2008 (vuelta) | 19 y 20 de noviembre de 2008 (ida) 22 y 23 de noviembre de 2008 (vuelta) | 19 y 20 de noviembre de 2008 (ida) 22 y 23 de noviembre de 2008 (vuelta) |   |   | 26 y 27 de noviembre de 2008 (ida) 29 y 30 de noviembre de 2008 (vuelta) | 26 y 27 de noviembre de 2008 (ida) 29 y 30 de noviembre de 2008 (vuelta) | 26 y 27 de noviembre de 2008 (ida) 29 y 30 de noviembre de 2008 (vuelta) | 26 y 27 de noviembre de 2008 (ida) 29 y 30 de noviembre de 2008 (vuelta) | 26 y 27 de noviembre de 2008 (ida) 29 y 30 de noviembre de 2008 (vuelta) |  |   | 4 de diciembre de 2008 (ida) 7 de diciembre de 2008 (vuelta) | 4 de diciembre de 2008 (ida) 7 de diciembre de 2008 (vuelta) | 4 de diciembre de 2008 (ida) 7 de diciembre de 2008 (vuelta) | 4 de diciembre de 2008 (ida) 7 de diciembre de 2008 (vuelta) | 4 de diciembre de 2008 (ida) 7 de diciembre de 2008 (vuelta) |  |
|  |                                                                          |                                                                          |                                                                          |                                                                          |                                                                          |   |   |                                                                          |                                                                          |                                                                          |                                                                          |                                                                          |  |   |                                                              |                                                              |                                                              |                                                              |                                                              |  |
|  |                                                                          |                                                                          |                                                                          |                                                                          |                                                                          |   |   |                                                                          |                                                                          |                                                                          |                                                                          |                                                                          |  |   |                                                              |                                                              |                                                              |                                                              |                                                              |  |
|  | 3                                                                        | Querétaro (*)                                                            | 1                                                                        | 1                                                                        | 2                                                                        |   |   |                                                                          |                                                                          |                                                                          |                                                                          |                                                                          |  |   |                                                              |                                                              |                                                              |                                                              |                                                              |  |
|  | 3                                                                        | Querétaro (*)                                                            | 1                                                                        | 1                                                                        | 2                                                                        |   |   |                                                                          |                                                                          |                                                                          |                                                                          |                                                                          |  |   |                                                              |                                                              |                                                              |                                                              |                                                              |  |
|  | 6                                                                        | Correcaminos UAT                                                         | 2                                                                        | 0                                                                        | 2                                                                        |   |   |                                                                          |                                                                          |                                                                          |                                                                          |                                                                          |  |   |                                                              |                                                              |                                                              |                                                              |                                                              |  |
|  | 6                                                                        | Correcaminos UAT                                                         | 2                                                                        | 0                                                                        | 2                                                                        |   | 3 | Querétaro                                                                | 0                                                                        | 3                                                                        | 3                                                                        |                                                                          |  |   |                                                              |                                                              |                                                              |                                                              |                                                              |  |
|  |                                                                          |                                                                          |                                                                          |                                                                          |                                                                          |   | 3 | Querétaro                                                                | 0                                                                        | 3                                                                        | 3                                                                        |                                                                          |  |   |                                                              |                                                              |                                                              |                                                              |                                                              |  |
|  |                                                                          |                                                                          | 4                                                                        | Tijuana                                                                  | 1                                                                        | 1 | 2 |                                                                          |                                                                          |                                                                          |                                                                          |                                                                          |  |   |                                                              |                                                              |                                                              |                                                              |                                                              |  |
|  | 4                                                                        | Tijuana                                                                  | 4                                                                        | Tijuana                                                                  | 1                                                                        | 1 | 2 | 0                                                                        | 4                                                                        | 4                                                                        |                                                                          |                                                                          |  |   |                                                              |                                                              |                                                              |                                                              |                                                              |  |
|  | 4                                                                        | Tijuana                                                                  |                                                                          |                                                                          |                                                                          |   |   |                                                                          |                                                                          | 4                                                                        |                                                                          |                                                                          |  |   |                                                              |                                                              |                                                              |                                                              |                                                              |  |
|  | 5                                                                        | Mérida                                                                   | 1                                                                        | 0                                                                        | 1                                                                        |   |   |                                                                          |                                                                          |                                                                          |                                                                          |                                                                          |  |   |                                                              |                                                              |                                                              |                                                              |                                                              |  |
|  | 5                                                                        | Mérida                                                                   | 1                                                                        | 0                                                                        | 1                                                                        |   |   |                                                                          |                                                                          |                                                                          |                                                                          |                                                                          |  | 3 | Querétaro                                                    | 0                                                            | 2                                                            | 2                                                            |                                                              |  |
|  |                                                                          |                                                                          |                                                                          |                                                                          |                                                                          |   |   |                                                                          |                                                                          |                                                                          |                                                                          |                                                                          |  | 3 | Querétaro                                                    | 0                                                            | 2                                                            | 2                                                            |                                                              |  |
|  |                                                                          |                                                                          | 7                                                                        | Irapuato                                                                 | 0                                                                        | 0 | 0 |                                                                          |                                                                          |                                                                          |                                                                          |                                                                          |  |   |                                                              |                                                              |                                                              |                                                              |                                                              |  |
|  | 1                                                                        | Pumas Morelos (*)                                                        | 7                                                                        | Irapuato                                                                 | 0                                                                        | 0 | 0 | 2                                                                        | 0                                                                        | 2                                                                        |                                                                          |                                                                          |  |   |                                                              |                                                              |                                                              |                                                              |                                                              |  |
|  | 1                                                                        | Pumas Morelos (*)                                                        |                                                                          |                                                                          |                                                                          |   |   |                                                                          |                                                                          | 2                                                                        |                                                                          |                                                                          |  |   |                                                              |                                                              |                                                              |                                                              |                                                              |  |
|  | 8                                                                        | Tigres 'B'                                                               | 1                                                                        | 1                                                                        | 2                                                                        |   |   |                                                                          |                                                                          |                                                                          |                                                                          |                                                                          |  |   |                                                              |                                                              |                                                              |                                                              |                                                              |  |
|  | 8                                                                        | Tigres 'B'                                                               | 1                                                                        | 1                                                                        | 2                                                                        |   | 1 | Pumas Morelos                                                            | 0                                                                        | 0                                                                        | 0                                                                        |                                                                          |  |   |                                                              |                                                              |                                                              |                                                              |                                                              |  |
|  |                                                                          |                                                                          |                                                                          |                                                                          |                                                                          |   | 1 | Pumas Morelos                                                            | 0                                                                        | 0                                                                        | 0                                                                        |                                                                          |  |   |                                                              |                                                              |                                                              |                                                              |                                                              |  |
|  |                                                                          |                                                                          | 7                                                                        | Irapuato                                                                 | 1                                                                        | 1 | 2 |                                                                          |                                                                          |                                                                          |                                                                          |                                                                          |  |   |                                                              |                                                              |                                                              |                                                              |                                                              |  |
|  | 2                                                                        | León                                                                     | 7                                                                        | Irapuato                                                                 | 1                                                                        | 1 | 2 | 0                                                                        | 1                                                                        | 1                                                                        |                                                                          |                                                                          |  |   |                                                              |                                                              |                                                              |                                                              |                                                              |  |
|  | 2                                                                        | León                                                                     |                                                                          |                                                                          |                                                                          |   |   |                                                                          |                                                                          | 1                                                                        |                                                                          |                                                                          |  |   |                                                              |                                                              |                                                              |                                                              |                                                              |  |
|  | 7                                                                        | Irapuato                                                                 | 1                                                                        | 1                                                                        | 2                                                                        |   |   |                                                                          |                                                                          |                                                                          |                                                                          |                                                                          |  |   |                                                              |                                                              |                                                              |                                                              |                                                              |  |
|  | 7                                                                        | Irapuato                                                                 | 1                                                                        | 1                                                                        | 2                                                                        |   |   |                                                                          |                                                                          |                                                                          |                                                                          |                                                                          |  |   |                                                              |                                                              |                                                              |                                                              |                                                              |  |
|  |                                                                          |                                                                          |                                                                          |                                                                          |                                                                          |   |   |                                                                          |                                                                          |                                                                          |                                                                          |                                                                          |  |   |                                                              |                                                              |                                                              |                                                              |                                                              |  |

- (*) Avanza por su posición en la tabla general.

### Cuartos de final
| 19 de noviembre de 2008, 20:30 | Tigres B        | 1:2 (1:0) | Pumas Morelos                 | Estadio Universitario, San Nicolás de los Garza                      |                                                                      |
|                                | M. Viniegra 40' | Reporte   | Ó. Rojas 80' · E. Herrera 89' | Asistencia: 600 espectadores Árbitro(s): Miguel Ángel Chacón Viveros | Asistencia: 600 espectadores Árbitro(s): Miguel Ángel Chacón Viveros |

| 22 de noviembre de 2008, 15:00                                                   | Pumas Morelos | 0:1 (0:1) (Global 2:2) | Tigres B      | Estadio Centenario, Cuernavaca                                       |                                                                      |
|                                                                                  |               | Reporte                | J. Mendoza 1' | Asistencia: 3,000 espectadores Árbitro(s): Miguel Ángel Ortega Rojas | Asistencia: 3,000 espectadores Árbitro(s): Miguel Ángel Ortega Rojas |
| Pumas Morelos avanzó a Semifinales por su mejor posición en la tabla. Global 2-2 |               |                        |               |                                                                      |                                                                      |

| 19 de noviembre de 2008, 21:00 | Irapuato     | 1:0 (1:0) | León | Estadio Sergio León Chávez, Irapuato                                  |                                                                       |
|                                | S. Pérez 34' | Reporte   |      | Asistencia: 20,000 espectadores Árbitro(s): Mario Alonso Villa Garcia | Asistencia: 20,000 espectadores Árbitro(s): Mario Alonso Villa Garcia |

| 22 de noviembre de 2008, 20:00             | León         | 1:1 (0:0) (Global 1:2) | Irapuato        | Estadio León, León                                                           |                                                                              |
|                                            | A. Reyes 69' | Reporte                | J. Manrique 75' | Asistencia: 22,000 espectadores Árbitro(s): Jesús Fabricio Morales Bojorquez | Asistencia: 22,000 espectadores Árbitro(s): Jesús Fabricio Morales Bojorquez |
| Irapuato avanzó a Semifinales. Global 1-2. |              |                        |                 |                                                                              |                                                                              |

| 20 de noviembre de 2008, 20:30 | Correcaminos             | 2:1 (2:1) | Querétaro       | Estadio Marte R. Gómez, Ciudad Victoria                            |                                                                    |
|                                | L. Cano 1' · C. Vela 14' | Reporte   | J. Tridente 44' | Asistencia: 18,000 espectadores Árbitro(s): Gerardo García Acevedo | Asistencia: 18,000 espectadores Árbitro(s): Gerardo García Acevedo |

| 23 de noviembre de 2008, 19:00                                                | Querétaro   | 1:0 (0:0) (Global 2:2) | Correcaminos | Estadio Corregidora, Querétaro                                |                                                               |
|                                                                               | I. Romo 73' | Reporte                |              | Asistencia: 30 000 espectadores Árbitro(s): Jorge Macías Romo | Asistencia: 30 000 espectadores Árbitro(s): Jorge Macías Romo |
| Querétaro avanzó a Semifinales por su mejor posición en la tabla. Global 2-2. |             |                        |              |                                                               |                                                               |

| 20 de noviembre de 2008, 15:00 | Mérida       | 1:0 (1:0) | Tijuana | Estadio Carlos Iturralde Rivero, Mérida                               |                                                                       |
|                                | B. Sainz 43' | Reporte   |         | Asistencia: 6,000 espectadores Árbitro(s): Miguel Ángel Ayala Ramírez | Asistencia: 6,000 espectadores Árbitro(s): Miguel Ángel Ayala Ramírez |

| 23 de noviembre de 2008, 13:00            | Tijuana                                           | 4:0 (2:0) (Global 4:1) | Mérida | Estadio Caliente, Tijuana                                              |                                                                        |
|                                           | Enríquez 7', 58' · J. Abrego 43' · D. Caetano 65' | Reporte                |        | Asistencia: 13,333 espectadores Árbitro(s): Juan Genaro Medrano Ávalos | Asistencia: 13,333 espectadores Árbitro(s): Juan Genaro Medrano Ávalos |
| Tijuana avanzó a Semifinales. Global 4-0. |                                                   |                        |        |                                                                        |                                                                        |

### Semifinales
| 27 de noviembre de 2008, 14:00 | Tijuana       | 1:0 (1:0) | Querétaro | Estadio Caliente, Tijuana                                             |                                                                       |
|                                | D. Torres 14' | Reporte   |           | Asistencia: 13,000 espectadores Árbitro(s): Julio David Escobar Barba | Asistencia: 13,000 espectadores Árbitro(s): Julio David Escobar Barba |

| 30 de noviembre de 2008, 19:00           | Querétaro                          | 3:1 (1:0) (Global 3:2) | Tijuana       | Estadio Corregidora, Querétaro                                          |                                                                         |
|                                          | J. Tridente 25', 84' · M. Gerk 50' | Reporte                | D. Torres 57' | Asistencia: 34,130 espectadores Árbitro(s): Román Rafael Medina Vázquez | Asistencia: 34,130 espectadores Árbitro(s): Román Rafael Medina Vázquez |
| Querétaro avanzó a la Final. Global 3-2. |                                    |                        |               |                                                                         |                                                                         |

| 26 de noviembre de 2008, 21:00 | Irapuato        | 1:0 (1:0) | Pumas Morelos | Estadio Sergio León Chávez, Irapuato                          |                                                               |
|                                | L. Casanova 39' | Reporte   |               | Asistencia: 24,000 espectadores Árbitro(s): Jorge Macías Romo | Asistencia: 24,000 espectadores Árbitro(s): Jorge Macías Romo |

| 29 de noviembre de 2008, 15:00          | Pumas Morelos | 0:1 (0:1) (Global 0:2) | Irapuato     | Estadio Centenario, Cuernavaca                                   |                                                                  |
|                                         |               | Reporte                | S. Pérez 32' | Asistencia: 7,000 espectadores Árbitro(s): Jaime Herrera Garduño | Asistencia: 7,000 espectadores Árbitro(s): Jaime Herrera Garduño |
| Irapuato avanzó a la Final. Global 0-2. |               |                        |              |                                                                  |                                                                  |

### Final
| 4 de diciembre de 2008, 21:00 | Irapuato | 0:0     | Querétaro | Estadio Sergio León Chávez, Irapuato                                     |                                                                          |
|                               |          | Reporte |           | Asistencia: 24,000 espectadores Árbitro(s): Paul Enrique Delgadillo Haro | Asistencia: 24,000 espectadores Árbitro(s): Paul Enrique Delgadillo Haro |

| 7 de diciembre de 2008, 19:00                           | Querétaro                  | 2:0 (1:0) (Global 2:0) | Irapuato | Estadio Corregidora, Querétaro                                             |                                                                            |
|                                                         | E. López 8' · V. Gomes 70' | Reporte                |          | Asistencia: 34,130 espectadores Árbitro(s): Marco Antonio Rodríguez Moreno | Asistencia: 34,130 espectadores Árbitro(s): Marco Antonio Rodríguez Moreno |
| Querétaro campeón del Torneo Apertura 2008. Global 2-0. |                            |                        |          |                                                                            |                                                                            |

| Campeón Apertura 2008  |
| ---------------------- |
| Querétaro (3er título) |